# Zaginieni kosmonauci
Zaginieni kosmonauci – teoria spiskowa, według której ZSRR w latach 50. i 60. XX wieku ukrywał nieudane próby wysłania człowieka w kosmos. Podczas tych misji miało zginąć kilku kosmonautów, jednak nigdy nie podano tych informacji do publicznej wiadomości. Władze radzieckie, a następnie rosyjskie zaprzeczały jednak tym pogłoskom.
Zwolennicy tej teorii spiskowej przyjmują, że pierwszym człowiekiem, który przeżył lot w przestrzeń kosmiczną, był Jurij Gagarin, jednak uważają, że przed nim ZSRR usiłował wysłać kilku innych kosmonautów, z czego przynajmniej dwóch zginęło podczas tych prób. Inny kosmonauta, Władimir Iljuszyn, miał przeżyć lot, jednak podczas powrotu na Ziemię jego statek miał zboczyć z kursu i wylądować na terytorium Chin, gdzie rzekomo został zatrzymany przez miejscowe władze. Ponieważ trwała zimna wojna, Związek Radziecki przypuszczalnie utajnił tę informację, by zapobiec niewygodnemu rozgłosowi.
Pomimo wielu poszlak i wskazówek nie ma jednoznacznego i niepodważalnego dowodu, który potwierdziłby lub obalił teorię spiskową o zaginionych kosmonautach. W latach 80. XX wieku sprawę radzieckich lotów w kosmos i wypadków z nimi związanych badał amerykański dziennikarz James Oberg, jednak nie natrafił on na żaden sensacyjny ślad. Także otwarcie radzieckich archiwów w latach 90. XX wieku i wspomnienia kosmicznych pionierów nie rozstrzygnęły ostatecznie tej kwestii.

## Poszlaki

### Czeski ślad
W grudniu 1959 roku włoska agencja informacyjna Continentale, powołując się na wysokiego rangą czeskiego dyplomatę, ujawniła informację o nieoficjalnych radzieckich próbach kosmicznych. Według nich jednym z kosmonautów był Aleksiej Lidowski, który został wystrzelony w kosmos w przebudowanej rakiecie R-5A. Nie przeżył jednak próby, podobnie jak trzej inni domniemani kosmonauci (Andriej Mitkow, Siergiej Szyborin i Maria Gromowa), którzy mieli stracić życie w podobnych okolicznościach. W tym samym roku niemiecki fizyk i pionier techniki rakietowej Hermann Oberth obwieścił, że na początku 1958 roku był świadkiem nieudanej próby lotu suborbitalnego na poligonie rakietowym Kapustin Jar, podczas którego zginął pilot. Nie dostarczył jednak żadnych dowodów na poparcie swojej historii.

### Dołgow, Kaczur, Graczow
W 1959 tygodnik „Ogoniok” opublikował artykuł oraz zdjęcia trzech spadochroniarzy: pułkownika Piotra Dołgowa, Iwana Kaczura i Aleksieja Graczowa. Kilka lat później wszyscy zginęli. Według oficjalnej wersji Dołgow zginął 1 listopada 1962 podczas nieudanego stratosferycznego skoku spadochronowego z gondoli balonu Wołga. Skok odbył się na wysokości 28 640 m, jednak przy wyskoku z gondoli Dołgow miał w nią uderzyć osłoną kasku, która się rozhermetyzowała, co doprowadziło do jego śmierci. Mniej więcej w tym samym czasie zaginął Iwan Kaczur, którego łączy się z tym wydarzeniem, podobnie jak Graczowa. Wszyscy byli testerami sprzętu spadochronowego do dużych wysokości, jednak rosyjski dziennikarz Jarosław Gołowanow zasugerował, że w rzeczywistości mogli zginąć podczas lotu kosmicznego. Później w swojej książce Cosmonaut #1 przytoczył wywiad przeprowadzony z byłym skoczkiem spadochronowym Aleksiejem Timofejewiczem Belokonowem, który znał zabitych spadochroniarzy. Ujawnił on w nim, że żaden z nich nigdy nie odbył lotu w kosmos, obalając tym samym tezę Gołowanowa. Dodał też, że gdy w 1963 amerykański dziennik „New York Journal-American” opublikował listę zaginionych kosmonautów, na której umieszczono też nazwiska kilku spadochroniarzy, radzieckie dzienniki „Izwiestija” i „Krasnaja zwiezda” zaprzeczyły tym informacjom i zamieściły aktualne zeznania oraz fotografie kilku osób z tej listy, w tym Kaczura i Graczowa.

### Robert Heinlein
W 1960 roku Robert A. Heinlein, amerykański pisarz science fiction, w artykule Pravda means 'Truth', przedrukowanym w „Expanded Universe” ujawnił, że kiedy 15 maja 1960 r. podróżował po Wilnie, dowiedział się od radzieckich kadetów, że tego dnia Związek Radziecki wystrzelił człowieka na orbitę. Jeszcze tego samego dnia urzędnicy wszystkiemu zaprzeczyli, ale wątpliwości pozostały.
Kilkanaście lat później Piers Bizony w biograficznej książce o Juriju Gagarinie, Starman: Truth Behind the Legend of Yuri Gagarin, wyjaśnił, że tego typu pogłoski powstały prawdopodobnie podczas dwóch misji statku Wostok. Były one wprawdzie bezzałogowe, ale w ich wnętrzu znajdowały się manekiny do badania wpływu lotu na ludzki organizm oraz taśmy z ludzkim głosem, które odtwarzano, by przetestować działanie radia.

### Bracia Judica-Cordiglia
W latach 50. XX wieku dwaj bracia z Turynu Achille i Giovanni Judica Cordiglia amatorsko zajmujący się krótkofalarstwem oznajmili, że posiadają nagrania rzekomo potwierdzające teorię o radzieckich kosmonautach, którzy zginęli podczas nieudanych prób, a których śmierć utajniono. Bracia twierdzili, że zdobyli nagrania z kilku oficjalnych, jak i tajnych misji kosmicznych, które miały zakończyć się tragicznie. Wszystko zaczęło się pod koniec lat 50., kiedy zbudowali swoją pierwszą stację na podstawie zdjęć aparatury nasłuchowej NASA, które znaleźli w naukowych czasopismach. Do jej konstrukcji wykorzystali wojskowe anteny radiowe, które kupili od wycofujących się z miasta oddziałów amerykańskich, stacjonujących tam od czasu zakończenia II wojny światowej. Następnie swoją aparaturę zamontowali na dachu jednego z budynków. 5 października 1957 roku przechwycili sygnał Sputnika 1 – pierwszego radzieckiego satelity – i od tego momentu prowadzili regularne nasłuchy. Kiedy o ich działalności zrobiło się głośno, CIA za pośrednictwem kontrwywiadu włoskiego nawiązała z nimi kontakt i zaproponowała współpracę. Przypuszczalnie zainteresowało się nimi również KGB, więc bracia w obawie o własne życie zaprzestali dalszej działalności. Nie jest też do końca jasne, czy ich nagrania i relacje są prawdziwe.

### Władimir Iljuszyn
Władimir Iljuszyn, syn radzieckiego projektanta samolotów Siergieja Iljuszyna, miał 7 kwietnia 1961 roku stać się pierwszym człowiekiem w kosmosie, jednak z powodu problemów technicznych kontrolerzy postanowili sprowadzić statek na Ziemię kilka okrążeń wcześniej, co skutkowało tym, że wylądował w Chinach. Tam władze chińskie miały go zatrzymać, a Rosjanie obawiając się pogorszenia stosunków z Chinami postanowili nie informować o tym zdarzeniu i zająć się lotem Gagarina, który odbył się pięć dni później. Według oficjalnych źródeł w tym czasie Iljuszyn uległ poważnemu wypadkowi samochodowemu i musiał przez dwa lata leczyć się w Chinach (co budzi kontrowersje z uwagi na ówczesny stan stosunków chińsko-sowieckich).
Istnieją jednak przesłanki, które podają w wątpliwość tę teorię spiskową. Choć prawdą jest, że relacje między ZSRR a Chinami były napięte, to propagandowa wartość schwytanego radzieckiego pilota była dla Chin niewielka. Także rzekome sprowadzenie statku na Ziemię kilka okrążeń wcześniej nie ma sensu, gdyż Wostok 1 miał wykonać tylko jedno okrążenie. Historycy podboju kosmosu przez Związek Radziecki również nie potwierdzają tezy o locie orbitalnym Iljuszyna.
Pogłoski o nieudanym locie Iljuszyna pojawiły się 10 kwietnia 1961 roku, kiedy to Dennis Ogden, moskiewski korespondent pracujący dla brytyjskiej komunistycznej gazety „Daily Worker”, wysnuł taką teorię spiskową jedynie na podstawie tego, że Iljuszyn leczył się w Chinach. Według radzieckich źródeł i artykułu, który pojawił się w „Komsomolskiej prawdzie” 11 lipca 2005 roku, Iljuszyn był wprawdzie sławnym oblatywaczem, ale nigdy nie brał udziału w programie kosmicznym. 5 czerwca 1960 roku został poważnie ranny w nogi w wypadku samochodowym, więc przez mniej więcej rok przebywał na leczeniu w Moskwie, po czym został wysłany do Hangzhou, by pod okiem specjalistów od tradycyjnej medycyny chińskiej przejść rehabilitację. Wersję tę potwierdził radziecki dezerter Leonid Władimirow, który pracował jako inżynier i utrzymywał osobiste kontakty z Iljuszynem w latach 60. XX wieku.
Sam Iljuszyn, który zmarł w 2010 roku, nigdy nie potwierdził tych teorii spiskowych.